# John Christian Graas
John Christian Graas (Los Angeles, 10 oktober 1982) is een Amerikaanse acteur.

## Biografie
Graas begon in 1987 met acteren in de televisieserie Jim Henson Presents Mother Goose Stories. Hierna heeft hij nog meerdere rollen gespeeld in televisieseries en televisiefilms zoals Kindergarten Cop (1990), Zorro (1991), Seinfeld (1992-1993), Dr. Quinn, Medicine Woman (1994-1996) en ER (1996). In 2000 heeft hij voor het laatst geacteerd, wat hij nu doet is onbekend.

## Prijzen
- 1992 Young Artist Award in de categorie Beste Jonge Acteur in een Gastrol in een TV-Serie met de televisieserie Zorro - genomineerd.
- 1993 Young Artist Award in de categorie Beste Jonge Voice-Over in een Animatiefilm met de tv-animatiefilm It's Christmastime Again, Charlie Brown – genomineerd.
- 1996 Young Artist Award in de categorie Beste Jonge Acteur in een Gastrol in een TV-Serie met de televisieserie Dr. Quinn, Medicine Woman – genomineerd.

## Filmografie

### Films
Uitgezonderd korte films.
- 2000 The Best of Dr. Seuss - als Einstein
- 1996 The Rockford Files: Punishment and Crime – als Daniel
- 1996 The Sunchaser – als jonge Michael Reynolds
- 1994 You're in the Super Bowl, Charlie Brown – als Linus Van Pelt (stem)
- 1993 The Day My Parents Ran Away – als Woodman Hope
- 1993 Philadelphia Experiment II – als Benjamin Herdeg
- 1992 Out on a Limb – als Elliott Field
- 1990 Kindergarten Cop – als Kevin

### Televisieseries
Uitgezonderd eenmalige gastrollen.
- 1996 The Lazarus Man – als Davey – televisieserie (2 afl.)
- 1994 – 1996 Dr. Quinn, Medicine Woman – als Charles – televisieserie (2 afl.)\
- 1994 Phenom – als Tony – televisieserie (3 afl.)
- 1992 – 1993 Seinfeld – als Matthew – televisieserie (2 afl.)
- 1991 Zorro – als Pepe – televisieserie (2 afl.)